# Fajsal ibn Chalid ibn Abd al-Aziz Al Su’ud
Fajsal ibn Chalid ibn Abd al-Aziz Al Su’ud (ur. 1954)  – saudyjski książę.
Jest synem Chalida, króla w latach 1975-1982, i Sity bint Fahd Al Damir. Pełnił funkcję zastępcy gubernatora prowincji Asir, od 2007 jest jej gubernatorem. Przewodniczy fundacji imienia króla Chalida. Wchodzi w skład ciała odpowiedzialnego za ustalanie kształtu linii sukcesji tronu.